# Impresii din copilărie
Impresii din copilărie este un film românesc din 1977 regizat de Mircea Săucan.